# Speyeria apacheana
Speyeria apacheana är en fjärilsart som beskrevs av Henry Skinner 1918. Speyeria apacheana ingår i släktet Speyeria och familjen praktfjärilar. Inga underarter finns listade i Catalogue of Life.